# ماریا پائولا سالاس
ماریا پائولا سالاس (انگلیسی: María Paula Salas؛ زادهٔ ۱۲ ژوئیهٔ ۲۰۰۲) بازیکن فوتبال اهل کاستاریکا است.
وی همچنین در تیم ملی فوتبال زنان کاستاریکا بازی کرده‌است.
وی در مسابقات کشوری و بین‌المللی در مجموع برندهٔ ۱ مدال برنز شده‌است.